# Trichocolea elliottii
Trichocolea elliottii là một loài rêu trong họ Trichocoleaceae. Loài này được Stephani mô tả khoa học đầu tiên năm 1909.